# Хуманитарност
Хуманитарност је поглед на свет, филозофија, пракса која верује да су људи од примарног значаја и која је фокусирана на људске вредности и бриге. Хуманитарност је активан однос према људским вредностима, посебно према другим људима. „Јунаштво је да сачуваш себе од другог, а чојство да сачуваш друге од себе“.
Хуманитаризам је неформална идеологија или пракса у којој људи помажу благостање других или обезбеђују директну помоћ са активним учешћем. Хуманитаризам је заснован на филозофском становишту да сва људска бића заслужују поштовање и понос и да треба да се третирају као таква. Хуманитаризам се залаже за напредак човечанства као целине и антитеза је посматрању света као компетитивног односа „нас против њих“ који су карактеристични за трибализам и етнички национализам. Хуманитаризам се активно бори против свих форми дискриминације.

## Филантропија
Хуманитарност се везује и за филантропију, а то је добра воља да се помогне ближњем своме. Док је некада подразумевала религиозни захтев и врлину, данас се под филантропијом подразумева активан напор да се промовише људска добробит. Данас се термин филантропија најчешће користи да опише давање од стране организације, док се давање од стране појединаца назива „индивидуалном филантропијом”.
Други термин који се појављује је доброчинство, који се често користи уместо термина филантропија. Да би се направила разлика између ова два, доброчинство се описује пре свега као хуманитарна помоћ, док се израз филантропија користи за давање које подразумева шире и развојне потребе, као што је подршка култури, науци, заштити животне средине или цивилном друштву и развоју демократије.
Хуманитарност је пре свега неформална идеологија у којој људи помажу благостање других или обезбеђују директну помоћ са активним учешћем. Заснива се на филозофском становишту да сва људска бића заслужују поштовање и понос и да треба да се третирају као таква, а залаже за напредак човечанства као целине и антитеза је посматрању света као компетитивног односа „нас против њих“ који су карактеристични за трибализам и етнички национализам, још се и активно бори против свих форми дискриминације. Примарни циљ хуманитарне помоћи је спашавање живота, ублажавање патње и одржавање људског достојанства.

## Хуманитарна организација
Хуманитарна или добротворна организација је врста непрофитне организације. Разликује се од других врста по томе што је фокусирана ка општим циљевима филантропске природе, које су и добротворне и образовне, верске или друге активности које служе јавном интересу или општем добру. Добротворна фондација је облик непрофитне организације која донира средства и подршку другим организацијама или обезбеђује извор финансирања за своје добротворне пројекте. Разликујемо приватне и јавне фондације.
Оснивање фондације прати усвајање фондацијских докумената као сто су : статут, правилник, изјава о намери. Оне немају акционаре али имају управни одбор, скупштину и гласање чланова. Фондација наслеђем управља независно од оснивача. Приватне фондације за разлику од јавних, углавном, не прикупљају средства из спољашњих извора.

## Уницеф
Једна од таквих је УНИЦЕФ (енгл. United Nations International Children’s Emergency Fund, UNICEF). То је међународни фонд за децу и омладину, који се брине о квалитету њиховог животног стандарда. Финансира се у целости добровољним прилозима влада и фондација, као и фирми и грађана. Уницеф је основан 11. децембра 1946. године на Оснивачкој скупштини Уједињених народа. Иако је 1953. године име промењено у „Фонд уједињених народа за децу“. Првобитна идеја за оснивање фонда била је помоћ деци Европе након завршеног Другог светског рата. Уницефови задаци су се са временом мењали. Након Европе, Уницеф је усмерио помоћ на друге делове света, како би помогао деци у Африци, Азији и Јужној Америци. Уницефова помоћ је поновно усмерена на Европу и то на њен источни део након пада социјализма у том делу Европе.